# Kestenovac (Donji Lapac)
Kestenovac is een plaats in de gemeente Donji Lapac in de Kroatische provincie Lika-Senj. De plaats telt 30 inwoners (2001).